# Bugedo
Bugedo és un municipi de la província de Burgos, a la comunitat autònoma de Castella i Lleó. Forma part de la Comarca de l'Ebro. El 2023 tenia 198 habitants.